# Oligodon dorsalis
Oligodon dorsalis är en ormart som beskrevs av Gray och Hardwicke 1835. Oligodon dorsalis ingår i släktet Oligodon och familjen snokar. Inga underarter finns listade i Catalogue of Life.
Arten förekommer i nordöstra Indien, Bhutan, Bangladesh, Myanmar och Thailand. Honor lägger ägg. Ormen lever i låglandet och i bergstrakter upp till 1800 meter över havet. Den vistas i olika slags fuktiga skogar, inklusive återskapade skogar.
Regionala populationer hotas av skogsröjningar. Hela populationen anses vara stabil. IUCN listar arten som livskraftig (LC).